# Love at First Sting
Love at First Sting (с англ. — «Любовь с первого укуса») — девятый студийный альбом немецкой рок-группы Scorpions, вышедший 27 марта 1984 года.
В США Love at First Sting стал самым успешным альбомом группы, получив статус дважды-платинового диска к концу 1984 года и трижды-платинового в 1995 году.
Включает в себя такие хиты Scorpions, как «Rock You Like a Hurricane», «Bad Boys Running Wild», «Coming Home», «Big City Nights», «Still Loving You».

## История создания
Группа начала записывать альбом Love at First Sting в студии Polar Studios в Стокгольме. Джимми Бэйн (экс-Rainbow и Dio) играл на бас-гитаре, а Бобби Рондинелли (экс-Rainbow) — на барабанах. Они заменяли басиста Фрэнсиса Бухольца и барабанщика Германа Раребелла, которые испытывали проблемы со здоровьем. «Мы так много гастролировали и так усердно работали, что я подумал, что всё это дало о себе знать», — рассказал Рудольф Шенкер журналу Guitar Player.
Герман Раребелл вспоминал об этом: «Я был алкоголиком, сидел на наркотиках. Тогда это был настоящий рок-н-ролл». Его игра страдала, и ему нужна была помощь, чтобы привести себя в порядок. Узнав, что за его спиной группа пригласила Рондинелли, он решил уйти, но продюсер Дитер Диркс уговорил его остаться.
Однако возможность выступить в качестве хедлайнеров Metal Day на фестивале в Калифорнии в США в 1983 году вместе с Van Halen кардинально изменила планы группы.
После успешного выступления на фестивале в США группа продолжила работу в студии Дитера Диркса в его родном городе Штоммельн. Бобби Рондинелли и Джимми Бэйн ушли; Герман Раребелл и Фрэнсис Буххольц вернулись. Сессии, записанные в Швеции, были полностью сорваны, поэтому музыкантам пришлось перезаписать все партии заново. Группа постепенно перешла к глэм-хеви-металу Blackout, а новые песни стали ещё более мелодичными. «Гастроли с такими группами, как Foreigner, Aerosmith и Journey, научили нас многому», — говорит Раребелл. «Мы видели, как они пишут, и быстро учились».
Тем не менее, Рудольф Шенкер остался не вполне доволен качеством записи альбома. «„Love at First Sting“ был записан в цифровом формате, и это была небольшая ошибка, поскольку технологии ещё не были совершенны», — рассказал Рудольф журналу Classic Rock. «Гитары иногда звучат немного слабо, но обложка [снятая в Париже модным фотографом Хельмутом Ньютоном] была фантастической».
23 января 1984 года в Бирмингеме началось мировое турне Scorpions под названием «Love At First Sting Tour». Самыми выдающимися выступлениями этого тура были концерты в Калифорнии перед 325 тыс. аудиторией и в Рио-де-Жанейро на фестивале Rock in Rio, где их встречали 350 тыс. южноамериканских поклонников. В общей сложности группа дала 127 концертов: 100 в США и 27 в Европе.

## Об альбоме
Открывающая альбом песня «Bad Boys Running Wild» с простым, но захватывающим риффом, перекрывающим музыку — отличительная черта звучания группы. Барабаны поддерживают всю песню и позволяют вокалу сосредоточиться на её простой мелодии. 
Второй трек, «Rock You Like a Hurricane», возможно, самая известная хард-роковая песня Scorpions, полная сексуальных намёков, и один из самых культовых гитарных риффов 1980-х. По мнению журнала Billboard, этот номер — настоящий взрыв энергии с мощными риффами и припевом, ставший образцом арена-рока. Песня воплощает в себе дикий, бунтарский дух рок-н-ролла и до сих пор регулярно звучит на концертах группы, став неотъемлемой частью их «живого» репертуара. Журнал American Songwriter назвал «Rock You Like a Hurricane» прародительницей хард-роковых гимнов 1980-х и одной из величайших рок-песен в истории.
Песни Scorpions, как правило, не носили политического характера, однако заметным исключением стала антивоенная песня «Crossfire» о жизни Германии, разделённой на две части после Второй мировой войны. «Я уже писал антивоенные песни — одна из них была в альбоме Love at First Sting под названием „Crossfire“ — о жизни между Востоком и Западом. Иногда, между „Bad Boys Running Wild“ и „Rock You Like A Hurricane“, мне удавалось втиснуть песню с более глубоким смыслом», — рассказал вокалист Клаус Майне в интервью журналу Rolling Stone.
Открывающая вторую сторону оригинальной пластинки «Big City Nights» — ещё одна классическая песня, ставшая фаворитом на концертах благодаря своей способности заводить толпу. Журнал Billboard считает этот трек гимном ночной жизни и энергии больших городов с динамичным битом и запоминающимся припевом. Песня идеально передаёт дух 1980-х, атмосферу вечеринки через зажигательное звучание.
Завершающая альбом песня «Still Loving You» — одна из самых известных мощных баллад группы. Песня с её эмоциональным крещендо и пронзительным гитарным соло рассказывает историю мучительной любви, отчаянно ищущей спасения. «Это история о любви, когда они поняли, что всё может закончиться, но решили попробовать ещё раз», — однажды сказал Рудольф Шенкер. По мнению онлайн-журнала Loudwire, вокалист Клаус Майне прекрасно передаёт тоску, охватившую нас в этой скорбной ситуации, делая эту песню одной из самых красивых баллад 1980-х.

## Оценки
Онлайн-издание Ultimate Classic Rock считает, что Love at First Sting был необыкновенно глубоким и содержал качественный материал, включая задающую тон песню «Bad Boys Running Wild», цепляющую «I’m Leaving You», заставляющую задуматься «Crossfire» и невероятно тяжёлую «Coming Home». По мнению автора издания, альбом принёс группе череду индивидуальных успехов: «Rock You Like a Hurricane», их главный хард-роковый хит (№ 25 в США); «Big City Nights» — идеальный стадионный хит; и «Still Loving You» — душещипательную балладу, которая завоевала сердца множества поклонниц.
По мнению Дэйва Эверли, высказанному в 2024 году в журнале Classic Rock, в альбоме Love at First Sting "не было недостатка в убойных треках: дерзкий открывающий «Bad Boys Running Wild» («наш „The Boys Are Back In Town“», по словам Германа Раребелла), грандиозный «Big City Nights», гимн гастролирующей группы «Coming Home», и антивоенный «Crossfire» — забытая жемчужина, написанная о разобщённой Германии времён Холодной войны, но столь же мощная и сегодня".
Журнал Metal Hammer, включивший в 2024 году Love at First Sting в список «500 лучших металлических альбомов всех времён», писал: «После успешных выступлений на американских фестивалях с такими местными звёздами хард-рока, как Van Halen, группа из Ганновера решила покорить американские чарты со своим девятым студийным альбомом. Этого они добились благодаря трём мега-синглам „Rock You Like A Hurricane“, „Still Loving You“ и „Big City Nights“, которые и по сей день остаются классикой в репертуаре группы. Остальная часть альбома также полна успешных песен, которые, став пионерами жанра, впервые были записаны полностью в цифровом формате».
Издание Louder, включившее Love At First Sting в свой список «Лучших альбомов 1984 года», считает этот альбом практически безошибочным с его искусно клишированными «Rock You Like A Hurricane», «Big City Nights», «Bad Boys Running Wild» и одной из лучших рок-баллад «Still Loving You», которые «стали бесценным уроком для молодых Bon Jovi».

## Переиздание
В 2015 году в рамках серии юбилейных переизданий 50th Anniversary (2CD+DVD) вышла дополненная ремастер-версия альбома. Второй CD-диск содержит запись концерта в Мэдисон-сквер-гарден (Нью-Йорк) 7 июня 1984 года. DVD содержит видеоклипы, ТВ-выступления и документальный фильм о создании альбома.

## Список композиций
Все тексты написаны Клаусом Майне, за исключением отмеченных, вся музыка написана Рудольфом Шенкером.
| №  | Название                    | Текст песни     | Длительность |
| -- | --------------------------- | --------------- | ------------ |
| 1. | «Bad Boys Running Wild»     | Майне, Раребелл | 3:55         |
| 2. | «Rock You Like a Hurricane» | Майне, Раребелл | 4:12         |
| 3. | «I’m Leaving You»           |                 | 4:18         |
| 4. | «Coming Home»               |                 | 5:00         |
| 5. | «The Same Thrill»           |                 | 3:33         |

| №  | Название                         | Длительность |
| -- | -------------------------------- | ------------ |
| 6. | «Big City Nights»                | 4:09         |
| 7. | «As Soon as the Good Times Roll» | 5:04         |
| 8. | «Crossfire»                      | 4:36         |
| 9. | «Still Loving You»               | 6:26         |

| №   | Название                            | Длительность |
| --- | ----------------------------------- | ------------ |
| 10. | «Coming Home» (demo version)        | 3:17         |
| 11. | «Living at Night» (demo song)       | 4:14         |
| 12. | «First Sting Jam №1» (demo)         | 1:25         |
| 13. | «Anytime (You Want It)» (demo song) | 5:16         |
| 14. | «Still Loving You» (demo version)   | 5:46         |

## Участники записи

### Участники группы
- Клаус Майне — вокал
- Маттиас Ябс — соло-гитара, бэк-вокал
- Рудольф Шенкер — ритм-гитара, бэк-вокал
- Франсис Бухгольц — бас-гитара, Moog Taurus, бэк-вокал
- Герман Раребелл — ударные, перкуссия, бэк-вокал

### Производство
- Дитер Диркс[англ.] — продюсер, сведение
- Герд Раутенбах — звукоинженер, мастеринг